# Arnold Fratzscher
Arnold Theodor Ernst Friedrich August Johannes Fratzscher (* 15. März 1904 in Boitin; † 23. Februar 1987 in Bad Münder am Deister) war  ein deutscher Politiker (CDU) und Abgeordneter des Niedersächsischen Landtages.

## Leben
Arnold Fratzscher wurde als Sohn des Gutspächters von Hof Boitin, Eduard August Heinrich Fratzscher, und dessen Frau Auguste Anna Friederike, geb. Kahl, geboren. Er absolvierte ein Studium der Rechtswissenschaften in Leipzig, Tübingen, München und Rostock. 1933 musste er als Gerichtsassessor aus dem mecklenburgischen Staatsdienst ausscheiden, er war dann Dozent an der Volkspflegerschule des Stephansstiftes in Hannover und später Leiter dieser Schule. Während der NS-Zeit gehörte er zur sogenannten Bekennenden Kirche, die die Autonomie der evangelisch-kirchlichen Institutionen gegenüber dem NS-Staat verteidigt hatte, und rechnete sich zum konservativen Widerstand gegen das NS-Regime. Inwieweit diese Selbsteinschätzung zutrifft, machen Aussagen wie die aus dem Jahre 1934 in dem von ihm verantworteten Monatsboten aus dem Stephansstift fragwürdig:

„Wir sind <die> Wohlfahrtsschule einer evangelischen Diakonenanstalt, die ihre Schüler als echte Nationalsozialisten und gehorsame Untertanen des Dritten Reiches und zugleich als ernste evangelisch-lutherische Christen erziehen will.“

Ebenfalls 1934 gab er zusammen mit Friedrich Ehringhaus eine Volksausgabe der „Hitler-Gesetze“ heraus, in dem die ersten Nazi-Regulative wie das „Gesetz zur Verhütung erbkranken Nachwuchses“ und das „Gesetz zur Wiederherstellung des Berufsbeamtentums“ verbreitet wurden.
Er war auch nach dem Krieg aktiv in der Kirche und dabei Mitglied des Landesbruderrates der Bekenntnisgemeinschaft der Evangelisch-lutherischen Landeskirche Hannovers sowie bis 1950 Mitglied des Reichsbruderrates der Bekennenden Kirche. Von 1960 bis 1970 war er Mitglied des Rundfunkrates des NDR und zeitweise dessen Vorsitzender.

## Politik
Fratscher  engagierte sich seit 1930 im  Christlich-Sozialen Volksdienst. Gemeinsam mit Adolf Cillien gehörte Fratzscher in der Provinz Hannover zu den Protestanten, die sich für eine überkonfessionelle christliche Partei aussprachen und gehörte folgerichtig auch zu den Mitbegründern der dortigen CDU am 18. November 1945. Zu diesem Zeitpunkt nannte sich die neue gegründete Partei noch CDP. Als am 1. März 1946 der Aufruf zum Zusammenschluss der Christlich-Demokratischen Union in der britischen Zone erfolgte, gehörte Fratzscher zusammen mit Wilhelm Naegel für den Landesverband Hannover mit zu den Unterzeichnern.
Von Mai 1946 bis November 1969 war er Generalsekretär der CDU im Land Hannover.

## Abgeordneter
Fratzscher war als Nachrücker für den verstorbenen Arnold Kuntscher Mitglied des Niedersächsischen Landtages der 1. Wahlperiode vom 23. September 1949 bis zum 30. April 1951. Nochmal war er von der 3. bis zur 6. Wahlperiode vom 6. Mai 1955 bis 20. Juni 1970 Mitglied des Niedersächsischen Landtages. Er war Vorsitzender des Wohlfahrtsausschusses vom 28. Februar 1950 bis 30. April 1951. Ab 28. März 1951 für einen Monat bis zum Ende der Wahlperiode und nochmal vom 9. Mai 1955 bis 5. Mai 1959 war er Vorsitzender der DP/CDU-Fraktion.

## Ehrungen
Fratzscher war Inhaber des Großen Verdienstkreuzes des Verdienstordens der Bundesrepublik Deutschland.